# Corydoras orphnopterus
Corydoras orphnopterus es una especie de pez de la familia Callichthyidae en el orden de los Siluriformes.

## Morfología
• Los machos pueden llegar alcanzar los 5,8 cm de longitud total.

## Distribución geográfica
Se encuentran en Sudamérica: Ecuador.